# 埃里温凤凰足球俱乐部
佩歷克足球會是一家位於亚美尼亚埃里温的職業足球俱樂部，该俱乐部成立于1992年，目前是亚美尼亚国内实力最强的足球队之一。

## 球會榮譽
亞美尼亞足球超級聯賽
 冠軍： (16) 1992, 1995–96, 1996–97, 2001, 2002, 2003, 2004, 2005, 2006, 2007, 2008, 2009, 2010, 2014–15, 2021–22, 2023–24
亞美尼亞盃
 冠軍： (8) 1995–96, 2002, 2004, 2009, 2010, 2012–13, 2013–14, 2014–15
亞美尼亞超級盃
 冠軍： (10) 1998, 2002, 2004, 2005, 2007, 2008, 2010, 2011, 2015, 2022